# Йоребру (община)
Община Йоребру (на шведски: Örebro kommun) е разположена в лен Йоребру, централна Швеция с обща площ 1629 km2 и население 140 599 души (към 31 декември 2013). Административен център на община Йоребру е едноименния град Йоребру.